# Furtună de citokine
Furtuna de citokine este o eliberare explozivă de citokine inflamatorii ce vizează diferite organe, generând adesea disfuncționalitate și în multe cazuri moartea. Termenul a fost popularizat în timpul focarului gripal aviar cu H5N1 - și ar fi unul dintre modurile în care coronavirusul sindromului respirator acut sever 2 atacă sistemul imunitar.
Furtuna de citokine apare în infecții pulmonare severe, în care inflamația (locală) se răspândește în sistemul circulator devenind sistemică, producând sepsis sistemic - hipotensiune arterială persistentă, hiper sau hipotermie, leucocitoză sau leucopenie și de multe ori trombocitopenie. Pe lângă infecțiile pulmonare, furtuna de citokine este o consecință a infecțiilor severe în tractul gastrointestinal, urinar, sistemul nervos central, piele, spațiile articulare și alte zone ale corpului.